# Trathala meridionalis
Trathala meridionalis là một loài tò vò trong họ Ichneumonidae.